# شهرستان زدونسکا وولا
شهرستان زدونسکا وولا (به لاتین: Zduńska Wola County) یک شهرستان در لهستان است که در استان ووتسکی واقع شده‌است.

## خصوصیات
شهرستان زدونسکا وولا ۳۶۹٫۱۹ کیلومترمربع مساحت و ۶۷٬۷۰۴ نفر جمعیت دارد.